# Manuela Maleeva
Manuela Maleeva (n. 14 februarie 1967, Sofia, Republica Populară Bulgaria) este o jucătoare de tenis bulgară, medaliată olimpică. A participat la 2 ediții ale Jocurilor Olimpice (1988, 1992) în care a câștigat o medalie de bronz.